# Adela Ruiz
Adela María Ruiz González de Royo (Grado, 15 de diciembre de 1943-Ciudad de Panamá, 19 de junio de 2019), más conocida como Adela Ruiz de Royo, fue una académica y educadora de matemáticas panameña nacida en España. Se desempeñó como la primera dama de Panamá desde 1978 hasta 1982 durante la presidencia de su esposo, el expresidente Arístides Royo. También sirvió como presidenta de la Academia Panameña de la Lengua.

## Biografía

### Primeros años
Nació como Adela María Ruiz González en el municipio de Grado, Asturias, España, hija de José María Ruiz y Rosalina González. Se crio en la cercana ciudad de Oviedo junto a sus tres hermanas Marta, Mabel y María José. Ruiz fue apodada como Deli.
Por 1960, Ruiz se había mudado a Salamanca para estudiar medicina. Ese mismo año, conoció a su futuro esposo, su compañero de estudios en la Universidad de Salamanca, el panameño Arístides Royo. Se casaron el 26 de junio de 1963 y su boda fue realizada en la Santa Cueva de Covadonga. La pareja tuvo tres hijos: Marta Elena, Irma Natalia y Arístides José. Ruiz, Royo y su hija mayor, Marta, se mudaron a Panamá permanentemente el 17 de septiembre de 1965. Posteriormente se graduó como profesora de matemáticas en la Universidad Católica Santa María La Antigua.

### Primera dama de Panamá
Además de su carrera como profesora en la Escuela Isabel Herrera de Obaldía, Ruiz se convirtió en esposa de un ministro de Estado y político. Se convirtió en primera dama de Panamá partir del 11 de octubre de 1978 al ganar su esposo en las elecciones de 1978. Durante este periodo, Ruiz creó obras como el Parque Recreativo Omar Torrijos, la Asociación Pro Obras de Beneficencia, las Aldeas SOS en la Avenida La Amistad, el mirador ubicado en la cima del cerro Ancón, y la Ciudad del Niño en el distrito de La Chorrera. Ruiz se mantuvo como primera dama hasta la renuncia de su esposo a la presidencia el 31 de julio de 1982, en lo que fue reemplazado por Ricardo de la Espriella.

### Últimos años y muerte
Ruiz fue diagnosticada con cáncer de colon y de hígado en 2017. Murió a causa de la enfermedad el 19 de junio de 2019, a la edad de 75 años. Los familiares de Ruiz que siguen vivos son su esposo Arístides Royo y sus tres hijos. Su funeral se llevó a cabo en el Santuario Nacional del Corazón de María en Bella Vista, Ciudad de Panamá el 24 de junio de 2019. Las cenizas de Ruiz fueron devueltas a su país natal, donde fueron enterrados parcialmente en el cementerio de Praviano en Riberas, Asturias. Se celebró una segunda misa fúnebre en la Iglesia Católica Carmelita de Oviedo el 4 de octubre de 2019. Poco antes del funeral, su esposo e hijos esparcieron las cenizas restantes en el Mar Cantábrico.
En diciembre de 2019, su hija Natalia Royo de Hagerman fue designada embajadora de Panamá ante el Reino Unido.
| Predecesor: Elizabeth Roger de Lakas | Primera dama de Panamá 1978-1982 | Sucesor: Mercedes Martínez de la Espriella |